# Championnat du Yémen de football 2005
Navigation
Saison précédente Saison suivante
La saison 2005 du Championnat du Yémen de football est la treizième édition de la première division au Yémen. Quatorze formations sont rassemblées au sein d'une poule unique et s'affrontent deux fois au cours de la saison, à domicile et à l'extérieur. Les quatre derniers sont relégués et remplacés par les quatre meilleurs clubs de Division 1, la deuxième division yéménite.
C’est Al-Tilal Aden qui remporte la compétition cette saison après avoir terminé en tête du classement final, avec sept points d'avance sur Al Saqr Ta'izz et neuf sur Al Ahli Sanaa. Il s’agit du second titre de champion du Yémen de l’histoire du club après celui obtenu en 1991.

## Les clubs participants
| - Al-Sha'ab Ibb - Shabab Al-Jeel Hudayda - Promu de D2 - Al-Wehda Sana'a - Al-Tilal Aden - May 22 Sana'a - Al Hilal Hudaydah - Al Shula Aden - Promu de D2 | - Shabab Al Baydaa (ar) - Al Sha'ab Hadramaut - Al Yarmuk al-Rawda - Al Ittihad Ibb - Promu de D2 - Al Saqr Ta'izz - Al Ahli Sanaa - Al Sha'ab Sana'a - Promu de D2 |

## Compétition
Le barème de points servant à établir le classement se décompose ainsi :
- Victoire : 3 points
- Match nul : 1 point
- Défaite : 0 point

### Classement
| Rang | Équipe                  | Pts | J  | G  | N  | P  | Bp | Bc | Diff |
| ---- | ----------------------- | --- | -- | -- | -- | -- | -- | -- | ---- |
| 1    | Al-Tilal Aden           | 54  | 26 | 16 | 6  | 4  | 47 | 25 | +22  |
| 2    | Al Saqr Ta'izz          | 47  | 26 | 13 | 8  | 5  | 41 | 23 | +18  |
| 3    | Al Ahli Sanaa           | 45  | 26 | 12 | 9  | 5  | 42 | 25 | +17  |
| 4    | Al-Sha'ab IbbT          | 44  | 26 | 12 | 8  | 6  | 40 | 25 | +15  |
| 5    | Al Hilal HudaydahC      | 39  | 26 | 10 | 9  | 7  | 44 | 33 | +11  |
| 6    | Al Sha'ab Hadramaut     | 36  | 26 | 10 | 6  | 10 | 40 | 33 | +7   |
| 7    | Shabab Al-Jeel HudaydaP | 33  | 26 | 9  | 6  | 11 | 34 | 41 | -7   |
| 8    | Al Shula AdenP          | 32  | 26 | 7  | 11 | 8  | 32 | 33 | -1   |
| 9    | May 22 Sana             | 32  | 26 | 9  | 5  | 12 | 35 | 44 | -9   |
| 10   | Al Wehda Club Sanaa     | 31  | 26 | 8  | 7  | 11 | 37 | 44 | -7   |
| 11   | Al Yarmuk al-Rawda      | 31  | 26 | 9  | 4  | 13 | 31 | 40 | -9   |
| 12   | Al Ittihad IbbP         | 28  | 26 | 7  | 7  | 12 | 24 | 44 | -20  |
| 13   | Shabab Al Baydaa        | 26  | 26 | 7  | 5  | 14 | 26 | 41 | -15  |
| 14   | Al Sha'ab Sana'aP       | 18  | 26 | 3  | 9  | 14 | 17 | 39 | -22  |

|  | Champion du Yémen 2005                                                         |
|  | Qualification pour la Coupe de l'AFC 2006                                      |
|  | Participation au barrage de relégation                                         |
|  | Relégation directe en Division 1                                               |
|  | T : Tenant du titre C : Vainqueur de la Coupe du Yémen P : Promu de Division 1 |

### Matchs

#### Barrage de relégation
A égalité de points à la 10e place du classement, la dernière synonyme de maintien parmi l'élite, Al Wehda Club Sanaa et Al Yarmuk al-Rawda doivent s'affronter lors d'un match de barrage pour déterminer quelle formation doit être reléguée en deuxième division.
| 19 août 2005 | Al Yarmuk al-Rawda | 3 - 1 | Al Wehda Club Sanaa |  |  |
|              |                    |       |                     |  |  |

## Bilan de la saison
| Championnat du Yémen de football 2005 |                          |
| Champion                              | Al-Tilal Aden (2e titre) |
| Coupes et trophées                    |                          |
| Vainqueur de la Coupe du Yémen 2005   | Al Hilal Hudaydah        |
| Qualifications continentales          |                          |
| Coupe de l'AFC 2006                   | Al Saqr Ta'izz           |
| Coupe de l'AFC 2006                   | Al Hilal Hudaydah        |
| Promotions et relégations             |                          |
| Promus en Yemeni League               | Hassan Abyan             |
| Promus en Yemeni League               | Al-Tadamon Shabwa        |
| Promus en Yemeni League               | Al-Taawon Badan          |
| Promus en Yemeni League               | Al-Rasheed Ta'izz        |
| Relégués en Division 1                | Al Wehda Club Sanaa      |
| Relégués en Division 1                | Al Ittihad Ibb           |
| Relégués en Division 1                | Shabab Al Baydaa         |
| Relégués en Division 1                | Al Sha'ab Sana'a         |